# أكسيد البيريليوم
 أكسيد البيريليوم مركب كيميائي له الصيغة BeO، ويكون على شكل بلورات بيضاء.

## التحضير
يوجد أكسيد البيريليوم طبيعياً في معدن بروميليت Bromellite، والذي عثر عليه لأول مرة في منجم في السويد.
يحضّر أكسيد البيريليوم مخبرياً من إجراء عملية تكليس لمركب كربونات البيريليوم:
{\displaystyle \mathrm {BeCO_{3}\ {\xrightarrow {\Delta }}\ BeO\ +\ CO_{2}\uparrow } }
أو من إجراء عملية نزع ماء من هيدروكسيد البيريليوم:
{\displaystyle \mathrm {Be(OH)_{2}\ {\xrightarrow {\ }}\ BeO\ +\ H_{2}O} }
أو من الأكسدة المباشرة للفلز، والتي غالباً ما تحدث تلقائياً نتيجة النشاط الكيميائي الكبير لفلز البيريليوم.
{\displaystyle \mathrm {2\ Be\ +\ O_{2}\ {\xrightarrow {\ }}\ 2\ BeO} }
مع ضرورة الإشارة إلى أن إشعال الفلز بأكسجين الهواء يعطي مزيجاً من أكسيد البيريليوم ونتريد البيريليوم Be3N2.

## الخواص
على العكس من أكاسيد بقية عناصر الفلزات القلوية الترابية، والتي تكون ذات صفة قاعدية، فإن أكسيد البيريليوم له صفة مذبذبة.
يتحمّل أكسيد البيريليوم درجات الحرارة العالية، ويبدي مقاومة للمحاليل الحمضية والقلوية الممددة. ينحل أكسيد البيريليوم في محلول بيفلوريد الأمونيوم (NH4HF2) كما في محلول كبريتات الأمونيوم
NH4)2SO4) المائي الساخن، وكذلك في حمض الكبريتيك المركز الساخن.
على العكس من أكاسيد المجموعة الثانية في الجدول الدوري، مجموعة الفلزات القلوية الترابية، والتي تتبلور أكاسيدها (MgO وCaO وSrO وBaO) وفق النظام البلوري المكعب، فإن لأكسيد البيريليوم بنية بلورية تتبع النظام البلّوري السداسي وفق بنية الفورتزيت، مع وجود مراكز رباعية من 2+Be و 2-O، كما في لونسداليت ونتريد البورون BN، المتساويان إلكترونياً مع BeO. عند درجات حرارة مرتفعة يحدث هناك تحوّل في بنية أكسيد البيريليوم وتصبح وفق النظام البلوري الرباعي.

## الاستخدامات
إن أكسيد البيريليوم الملبّد له استخدامات في مجال صناعة الخزف.
نتيجة لخصائصه الحرارية والكهربائية المميزة، يستخدم أكسيد البيريليوم في صناعة أشباه الموصلات وفي الصمّامات المفرغة وفي الصمّامات المغناطيسية الإلكترونية وفي الأجزاء المكوّنة في ليزر الغاز.

## احتياطات الأمان
إن البيريليوم ومركباته عبارة عن مواد سامة ومسرطنة، والتي يمكن ان تسبب مرض البيريليوم المزمن. لذا يجب أخذ الحيطة والحذر عند التعامل مع هذه المادة.